# Râul Sura
Sura (în rusă Сура́, în ciuvașă Сăр) este un râu în Rusia, afluent pe dreapta al Volgăi. Gura sa de vărsare în Volga este aproximativ la jumătatea drumului între Nijni Novgorod și Kazan. Râul curge prin regiunea Penza, Mordovia, regiunea Ulianovsk, Ciuvașia și regiunea Nijni Novgorod. Lungimea sa este de 841 km și este navigabil pe 394 km de la gura de vărsare.
Orașul Penza și orașele mai mici Alatîr⁠(d), Șumerlea⁠(d) și Iadrin⁠(d) se află pe malurile Surei. La confluența cu Volga se află localitatea Vasilsursk⁠(d).
Principalii afluenți ai Surei sunt Penza, Peana⁠(d) și Alatîr.

## Istorie
În secolul al XVI-lea, Sura era un râu de frontieră. Diplomatul și călătorul S. Herberstein, care a vizitat Rusia între 1517 și 1526, scria: „râul Sura împarte teritoriul regilor Moscovei și Kazanului, curge înspre sud și cotește spre est, și se varsă în Volga la douăzeci și opt de mile mai jos de Novgorod. Unde se varsă în Sura, pe unul din maluri, împăratul Vasile a construit o cetate și i-a dat numele Vasilovgorod”. Odată cu construirea acelei cetăți, rușii și-au asigurat dominația asupra întregului râu.
În 1557, în timpul campaniei lui Ivan cel Groaznic în Kazan, cneazul A.M. Kurbski, sosit cu un detașament pe Sura, a spus despre râu că este „un mare fluviu, plin de pește”. În secolul al XVII-lea, pe Sura și pe afluenții săi s-au construit cetăți la Saransk (1641), Penza (1663) etc. Prima mențiune a faunei piscicole din râu vine din informațiile despre orașul Penza de la oficiul de heraldică în 1728: „și acest oraș s-a ridicat pe râurile Penza și Sura ... și în râurile acestea și în lacuri este pește: știucă, burbot, somn, idele, babușcă, biban, plătică, biban, crap”.
Primele lucrări de cercetare din bazinul Surei au fost realizate de expediția lui Peter Simon Pallas în 1768. Traseul său a trecut prin provinciile Nijni Novgorod și Penza.